# Thecophora luteipes
Thecophora luteipes är en tvåvingeart som först beskrevs av Camras 1945.  Thecophora luteipes ingår i släktet Thecophora och familjen stekelflugor. Inga underarter finns listade i Catalogue of Life.